# Sefid Roud

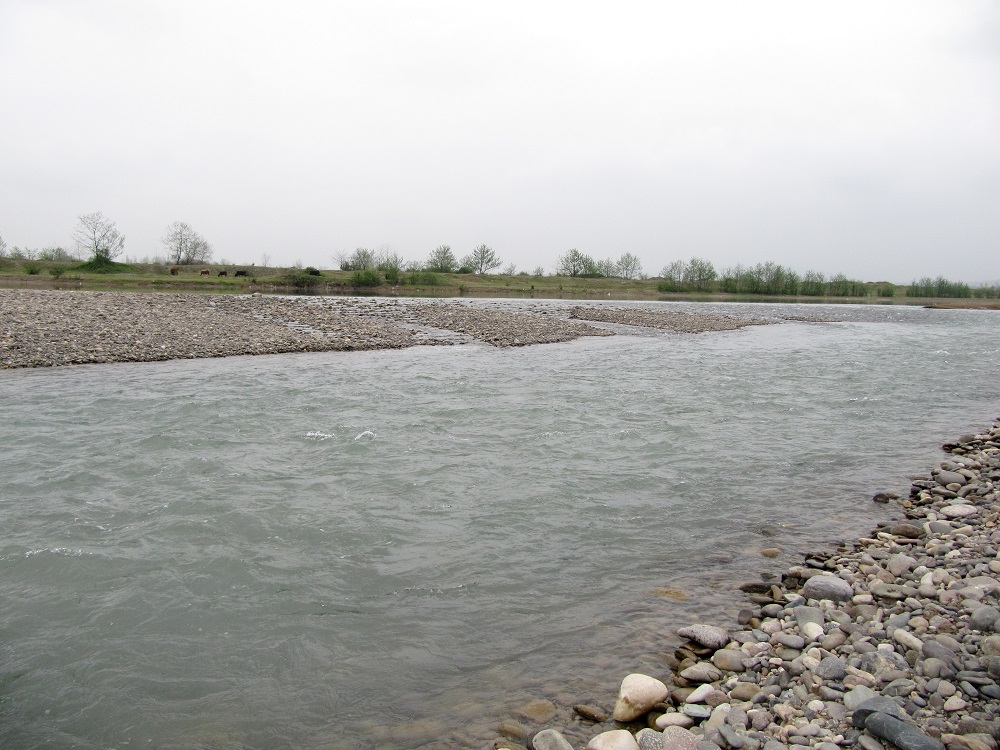
La Sefid Roud près de Rasht.

La Sefid Roud (en persan : ﺳﻔﻴﺪ ﺭﻭﺩ, la rivière blanche) ou Roud-e Safid, est une rivière d'environ 670 km de long, prenant sa source dans le nord-ouest de l'Iran et coulant, de manière générale, vers l'est pour se jeter dans la Mer Caspienne à Rasht.
Un barrage sur la Sefid Roud construit en 1962 coupe une chute d'eau des monts Elbourz, capture deux affluents et élargit la vallée entre les monts Talesh et la chaîne principale de l'Elbourz : il procure la route principale entre Téhéran et les basses-terres de la Caspienne.
La rivière est connue depuis l'antiquité sous le nom de Mardus, Amardus et à la période de domination par les Ilkhans mongols sous celui d’Hûlân Mûrân au XIIIe et XIVe siècles.